# پیچتری کرنرز (جورجیا)
پیچتری کرنرز، جورجیا (به انگلیسی: Peachtree Corners, Georgia) یک شهر در ایالات متحده آمریکا با جمعیت ۳۱٬۷۰۴ نفر است که در جورجیا واقع شده‌است.